# Bratroňský džbán
Bratroňský džbán je hudební festival pořádaný v obci Bratronice v okrese Kladno. V letech 2003–2009 se zde konal každoročně hudební festival Bratroňský džbán, poprvé pořádaný k 775. výročí obce. V některých letech (například 2003, 2004, 2006, 2007) se konal přímo na návsi a ve vsi, v některých letech (např. 2005, 2009) v bývalé vojenské základně jižně od Bratronic – na vrchu Kouty (473 m n. m.). Vystupovali zde například Taxmeni, Honza Vyčítal, Aleš Brichta, Peter Nagy či Petr Bende.

## Ročník 2018
Obec Bratronice slavila 790 let od svého vzniku. Na festivalu vystoupil pěvecký sbor ZŠ Bratronice, dechovka Krajanka a skupina Rangers – Plavci. Součástí byl také křest knihy Bratronická zastavení. Nakonec vystoupila kapela Černý brelje.